# Deutsche Reichsbahn (1920–1945)

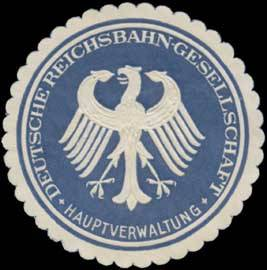
Siegelmarke Deutsche Reichsbahn-Gesellschaft Hauptverwaltung

Die Deutsche Reichsbahn (Abkürzungen DR, DRB) war das staatliche deutsche Eisenbahnunternehmen von der Zeit der Weimarer Republik bis zur unmittelbaren Nachkriegszeit. Entsprechend den Bestimmungen der 1919 beschlossenen Weimarer Verfassung gingen die früheren Länderbahnen mit Wirkung zum 1. April 1920 in den Besitz des Reichs über. Zunächst als Deutsche Reichseisenbahnen bezeichnet firmierten sie ab 1921 als Deutsche Reichsbahn. Verwaltet wurde die Reichsbahn zunächst direkt durch das Reichsverkehrsministerium. Im Februar 1924 wurde sie aus dem Ministerium ausgegliedert und als eigenständiges staatliches Unternehmen geführt. Noch im gleichen Jahr folgte im Zuge der Umsetzung des Dawes-Plans die Deutsche Reichsbahn-Gesellschaft (Abkürzung DRG) als neugegründete Betriebsgesellschaft, die die im Eigentum des Reiches verbleibenden Eisenbahnen betrieb und deren Gewinne im Rahmen der nach dem Versailler Vertrag zu leistenden Reparationen verpfändet wurden. Erster Generaldirektor wurde Rudolf Oeser. Ab Mitte der 1920er Jahre entwickelte sich die Reichsbahn zu einem technisch wie wirtschaftlich fortschrittlichen Unternehmen. Entwicklungen wie die Einheitsdampflokomotiven, die Einführung schneller Dieseltriebwagen (Fliegender Hamburger) oder der Bau der Berliner S-Bahn fanden weltweit Anerkennung und Nachahmung. Das Ende der Weimarer Republik und die Machtergreifung der Nationalsozialisten änderten zunächst den Status der Reichsbahn nicht. Auf Druck der Nationalsozialisten übernahm die Reichsbahn ab 1933 den Bau der Reichsautobahnen, der weitere Ausbau des Eisenbahnnetzes wurde jedoch zugunsten der Aufrüstung vernachlässigt. 1937 beendete Adolf Hitler die Existenz der eigenständigen Reichsbahn-Gesellschaft, diese wurde wieder in direkte staatliche Verwaltung durch das Reichsverkehrsministerium übernommen. Generaldirektor Julius Dorpmüller wurde zugleich Reichsverkehrsminister und blieb beides bis zu seinem Tod im Juli 1945 kurz nach Ende des Zweiten Weltkriegs. Mit der Einrichtung der vier Besatzungszonen übernahmen die Besatzungsmächte weitgehend die Kontrolle und beendeten die einheitliche Betriebsführung der Reichsbahn.
Der Teil der Deutschen Reichsbahn, der sich nach 1945 in der Sowjetischen Besatzungszone und dem Gebiet der Viersektorenstadt Berlin befand, wurde im Auftrag der Sowjetischen Militäradministration in Deutschland (SMAD) weiter betrieben und 1949 zur Staatsbahn der Deutschen Demokratischen Republik. Die Bezeichnung „Deutsche Reichsbahn“ wurde dort beibehalten, während aus der Reichsbahn in den drei anderen Besatzungszonen mit Gründung der Bundesrepublik Deutschland im September 1949 die Deutsche Bundesbahn hervorging.

## Geschichte

### Deutsche Reichseisenbahnen und Deutsche Reichsbahn (1920 bis 1924)
Die ersten Eisenbahnen im Eigentum des 1871 gegründeten Deutschen Reiches waren die „Reichseisenbahnen in Elsaß-Lothringen“, deren Kaiserliche General-Direktion der Eisenbahnen in Elsass-Lothringen ihren Sitz in Straßburg hatte. Sie entstanden, nachdem Frankreich 1871 das Gebiet von Elsaß-Lothringen an das Deutsche Reich abgetreten hatte. Die sich gerade konstituierende Dritte Republik hatte das dortige Netz formal von der Französischen Ostbahn-Gesellschaft (Compagnie des chemins de fer de l’Est) gekauft und das Deutsche Reich es als Kriegsbeute vereinnahmt. Nach dem Ende des Ersten Weltkrieges fiel diese Reichseisenbahn an Frankreich.
In den übrigen deutschen Ländern unterstanden die jeweiligen staatlichen Eisenbahnen dagegen weiterhin der Landeshoheit, nachdem Otto von Bismarck vergeblich versucht hatte, die Haupteisenbahnlinien für das Reich zu erwerben. Dies scheiterte zunächst ebenso am Widerspruch der Mittelstaaten wie der 1875 von Albert von Maybach dem Bundesrat vorgelegte Entwurf eines Reichseisenbahngesetzes. Erst durch die langjährigen Bemühungen des preußischen Ministers Paul von Breitenbach und den riesigen Investitionsbedarf der nach dem Ersten Weltkrieg herunter gewirtschafteten Länderbahnen wurde es möglich, dass das Reich die Staatsbahnen übernahm.
In Befolgung der Bestimmungen der Weimarer Verfassung vom 11. August 1919 wurde zum 1. April 1920 der Staatsvertrag zwischen den betroffenen Ländern geschlossen, der die Deutschen Reichseisenbahnen gründete. Acht Länder waren zum Zeitpunkt der Übernahme Eigentümer von Staatsbahnen:
- die Badischen Staatseisenbahnen,
- die Bayerischen Staatseisenbahnen,
- die Hessischen Staatseisenbahnen (mit der preußischen Staatseisenbahn gemeinsam in der Preußisch-Hessischen Eisenbahngemeinschaft betrieben),
- die Mecklenburgische Landeseisenbahn,
- die Oldenburgischen Staatseisenbahnen,
- die Preußischen Staatseisenbahnen (mit der hessischen Staatseisenbahn gemeinsam als Preußisch-Hessische Eisenbahngemeinschaft betrieben),
- die Sächsischen Staatseisenbahnen und
- die Württembergischen Staatseisenbahnen.

Das offizielle Gründungsdatum der Deutschen Reichseisenbahnen war der 1. April 1920. Faktisch vollzogen wurde der Gründungsakt jedoch erst am 5. Mai 1920, nachdem der Reichsverkehrsminister am gleichen Tag eine „Vorläufige Verwaltungsordnung“ in Kraft gesetzt hatte.
Der Vorgang der „Verreichlichung“ der Länderbahnen zog sich aber über einen erheblichen Zeitraum hin. Noch weit in das Jahr 1921 hinein war der Vorgang nicht abgeschlossen. Da ein erheblicher Teil der Mitarbeiter Beamte der Länder waren, mussten sie nun als Reichsbeamte neu vereidigt werden.
Nicht einbezogen wurden die Strecken im Saargebiet der ehemaligen „Eisenbahndirektion Saarbrücken 1“, die im August 1920 in Direktion der Saareisenbahnen und 1921 in Eisenbahndirektion des Saargebietes umbenannt wurde.
Zunächst als Reichseisenbahnen bezeichnet, legte Reichsverkehrsminister Wilhelm Groener mit Erlass vom 27. Juni 1921 formell den Namen Deutsche Reichsbahn fest. 1922 folgte die Umbenennung der bisherigen Eisenbahndirektionen in Reichsbahndirektion.
Entsprechend Art. 93 der Weimarer Verfassung wurden als beratende Gremien Eisenbahnbeiräte ins Leben gerufen. In den Ländern wurden im Mai 1921 zunächst zehn Landeseisenbahnräte errichtet, außerdem ein reichsweiter Reichseisenbahnrat. Vertreten waren in diesen Räten die Industrie- und Handelskammern, Vertreter der Land- und Forstwirtschaft sowie die Gewerkschaften. 1922 änderte das Reichsverkehrsministerium die Anzahl auf 13 Landeseisenbahnräte. Die Eisenbahnräte wurden in Fragen der Fahrplangestaltung und der Reichseisenbahnrat vor allem bei der Festlegung der Tarife im Personen- und Güterverkehr zu Rate gezogen; die Entscheidungen oblagen aber der Führung der Reichsbahn und ab 1924 ihrem Verwaltungsrat. Trotz des schwierigen wirtschaftlichen Umfeldes gelangen Investitionen in die elektrifizierten Netze der Reichsbahn. Beispielsweise erreichte mit Anschluss der Stadt Görlitz (1923) das schlesische Netz eine Gesamtlänge von 390 km.

### Deutsche Reichsbahn-Gesellschaft (1924 bis 1937)

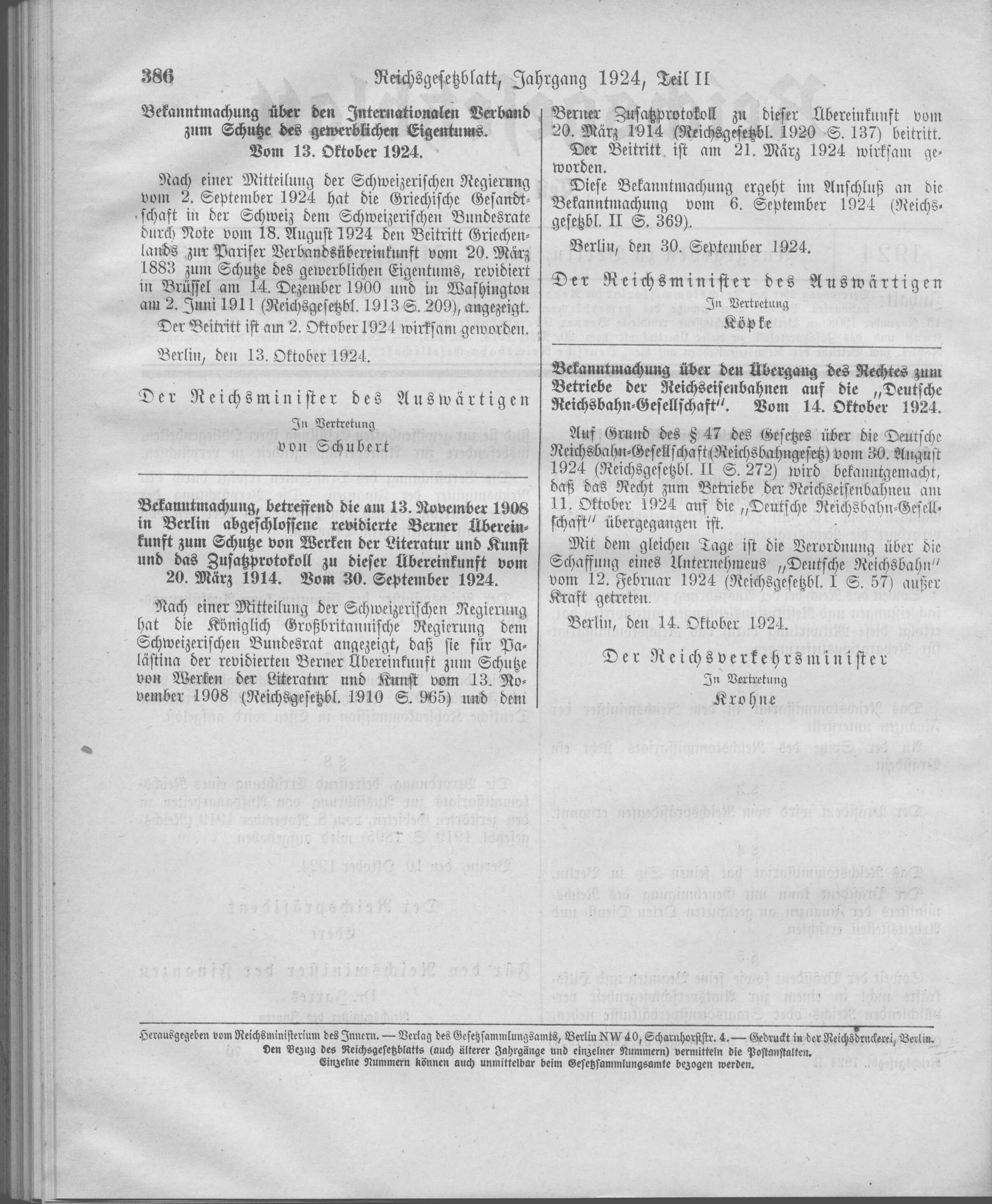
Bekanntmachung über den Übergang des Rechtes zum Betriebe der Reichseisenbahn auf die „Deutsche Reichsbahn-Gesellschaft“ (14. Oktober 1924)

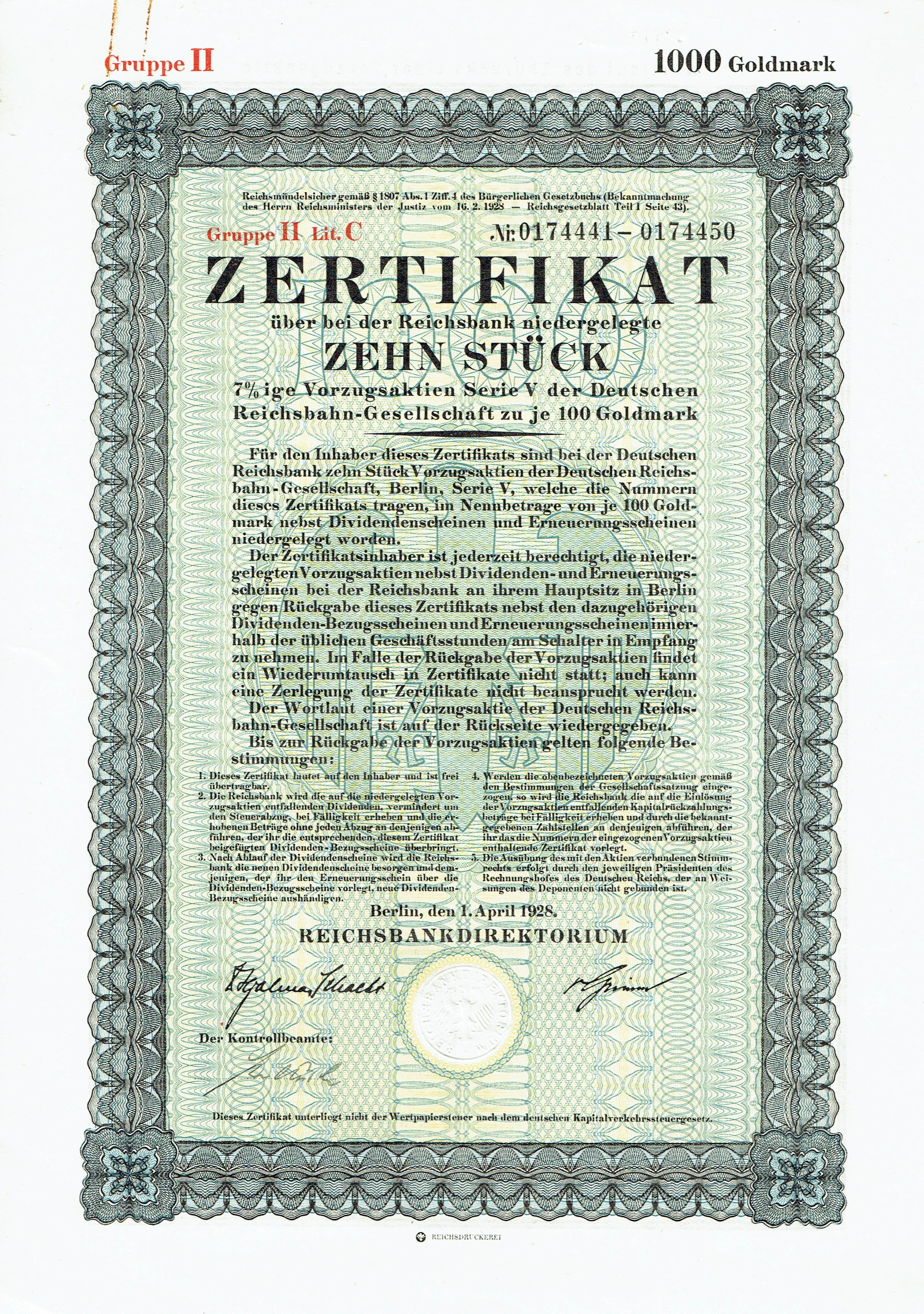
Zertifikat über 10 Vorzugsaktien der Deutschen Reichsbahn-Gesellschaft, am 1. April 1928 durch die Reichsbankdirektion ausgegeben

Streckennetz der Schnelltriebwagen Ende der 1930er Jahre

Der 1924 entwickelte Dawes-Plan sah unter anderem vor, die Reichseisenbahnen komplett an die Reparationsgläubiger zu verpfänden. Die Reichsregierung erließ daher am 12. Februar 1924 die Verordnung über die Schaffung eines Staatsunternehmens „Deutsche Reichsbahn“, das die im Eigentum des Deutschen Reiches stehenden Eisenbahnen betrieb und verwaltete. Das Deutsche Reich blieb dabei Eigentümer der Reichseisenbahnen. Der neue Rechtszustand trat zum 15. Februar 1924 in Kraft. Reichsverkehrsminister Rudolf Oeser unterzeichnete die Bekanntmachung an die Mitarbeiter der Bahn mit „Der Leiter des Unternehmens ‚Deutsche Reichsbahn‘ – Oeser – Reichsverkehrsminister“.
Da den Reparationsgläubigern diese Maßnahmen nicht weit genug gingen, wurde am 30. August 1924 das „Gesetz über die Deutsche Reichsbahn-Gesellschaft (Reichsbahngesetz)“ (RGBl. II S. 272) erlassen. Durch dieses Gesetz gründete das Deutsche Reich eine Gesellschaft mit dem Namen „Deutsche Reichsbahn-Gesellschaft“ zum Betrieb der Reichseisenbahnen. Dadurch wurde das Staatsunternehmen „Deutsche Reichsbahn“ wiederum aufgelöst. Zwar bestand das Grundkapital aus Stamm- und Vorzugsaktien, erstere waren im Besitz des Reiches. Es handelte sich dennoch nicht um eine herkömmliche Aktiengesellschaft, sondern um „ein Wirtschaftsgebilde ganz eigener Art“, das keiner der im Handelsgesetzbuch benannten Gesellschaftsformen entsprach und auch nicht im Handelsregister eingetragen war. Die neue Rechtslage trat zum 11. Oktober 1924 in Kraft. Gleichzeitig mit dem Reichsbahngesetz wurde die Gesellschaft mit einer Schuldverschreibung zugunsten der Sieger in Höhe von elf Milliarden Goldmark belastet, während das Grundkapital fünfzehn Milliarden Goldmark betrug. Ab 1926 wurde das Kalenderjahr zum Geschäftsjahr der DR und ersetzte die Bezeichnungen „Etatjahr“, „Rechnungsjahr“ und „Wirtschaftsjahr“.
Für Streitfälle zwischen Reichsbahn-Gesellschaft und Reichsregierung auf der einen Seite und dem Treuhänder, der Reparationskommission oder den Regierungen der Gläubigerländer andererseits sollte der Präsident des Ständigen Internationalen Gerichtshofs in Den Haag einen Schiedsrichter berufen. Streitigkeiten zwischen Reichsbahn-Gesellschaft und Reichsregierung waren durch das beim Reichsgericht in Leipzig angesiedelte Reichsbahngericht zu klären und zu entscheiden.
Zum 1. Mai 1927 führte die DRG bei Zeitangaben die 24-Stunden-Zählung ein, zwei Wochen bevor das international am 15. Mai 1927 für alle europäischen Eisenbahnen verbindlich wurde.
Die Weltwirtschaftskrise und die Geldabflüsse durch die Reparationen (etwa 660 Millionen Reichsmark jährlich) belasteten die Reichsbahn erheblich. Erst 1932 wurde die Reichsbahn auf der Konferenz von Lausanne von den finanziellen Verpflichtungen befreit.
Im Laufe der Zeit wurde die Deutsche Reichsbahn durch folgende Ereignisse erweitert:
- 1. Oktober 1930: Übernahme der Hafenbahn Bremen
- 27. Juni 1933: Gründung des Tochterunternehmens Reichsautobahn
- 1. März 1935: Eingliederung der Eisenbahnen des Saargebietes

Der Beginn der Deutschen Reichsbahn-Gesellschaft war durch die Entwicklung eines Fahrzeugtypenprogrammes gekennzeichnet, um den sehr heterogenen Fahrzeugpark der Länderbahnen durch die Einheitsdampflokomotiven zu harmonisieren. Tatsächlich konnte die Fahrzeugbeschaffung jedoch aus finanziellen Gründen und aufgrund von Verzögerungen beim Ausbau der Strecken auf höhere Achslasten zunächst nicht in den gewünschten Stückzahlen erfolgen. Bis zum Ende der 1930er Jahre hinein dominierten die übernommenen Baureihen der Länderbahnen, insbesondere die preußischen Baureihen. In den ersten Jahren der Reichsbahnzeit wurden einige Länderbahnlokomotiven weitergebaut, wie beispielsweise die preußische P 8 (Baureihe 38.10-40), die preußische P 10 (BR 39), die preußische G 12 (BR 58.10) sowie die preußische T 20 (Baureihe 95). Die bayerische S 3/6 (Baureihe 18.5) wurde sogar noch bis 1930 gebaut. Für das noch recht kleine, aus vier Teilnetzen (in Mittel- und Süddeutschland, sowie in Niederschlesien) bestehende, elektrisch betriebene Netz wurden mit dem Wechmann-Plan erste einheitliche Serien beschafft, die aber technisch noch teils auf Vorarbeiten der preußischen und bayerischen Staatseisenbahnen basierten. Erst mit der Beschaffung der E 44 ab 1930 als erster größeren Streckenlokomotive ohne Laufachsen kamen modernere Bauprinzipien zum Einsatz. Außer der E 44 erreichte von den Reichsbahn-Elektrolokomotiven in der Folgezeit lediglich noch die E 94 dreistellige Stückzahlen.
Mit der Machtübernahme der Nationalsozialisten und deren expansiver Außenpolitik stieg auch das Konfliktpotential gegenüber den benachbarten Bahnen. Bereits 1934 häuften sich die Schwierigkeiten wegen mit NS-Propaganda verunstalteter, ins Ausland zurückkehrender Güterwagen derart, dass dies in amtlichen Mitteilungen Niederschlag fand.
Das Streckennetz umfasste 1935 insgesamt 68.728 Kilometer, davon 30.330 Kilometer Haupt-, 27.209 Kilometer Neben- und 10.496 Kilometer Kleinbahnen.
Im Fernverkehr der späten 1930er Jahre wurde vor allem die Geschwindigkeits-Entwicklung mit Schnelltriebwagen wie dem „Fliegenden Hamburger“ forciert. Zuvor wurden zu diesem Zweck Stromlinien-Dampflokomotiven gebaut, die allerdings wirtschaftlich hinter den Schnelltriebwagen zurückblieben. Zwar durchbrach auch die Borsig-Stromliniendampflok 05 002 1936 bei einer Vorführfahrt die 200-km/h-Marke, jedoch gab die Reichsbahn den Triebwagen auf ihrem Schnellverkehrsnetz den Vorzug. Das Potential der Schnelltriebwagen hatte bereits der Schienenzeppelin mit seiner Rekordfahrt vom 21. Juni 1931 mit der erreichten Geschwindigkeit von 230,2 km/h aufgezeigt. Zu dieser Zeit waren fast 600.000 Mitarbeiter bei der DR beschäftigt.
Abseits dieser wenigen Prestigeprojekte, die der Reichsbahn einen Ruf als fortschrittliches Unternehmen verschaffen sollten, vernachlässigten die Nationalsozialisten die Eisenbahn. Die in den 1920er Jahren erreichten raschen Fortschritte bei der Elektrifizierung kamen fast völlig zum Erliegen, die Stückzahlen neu beschaffter Lokomotiven und Wagen blieben weiterhin gering. Erst nach einer ersten Transportkrise im Winter 1938/39 konnte sich die Reichsbahn im Rahmen des Vierjahresplans ein größeres Stahlkontingent sichern. Damit wurden zunächst vor allem neue Güterzuglokomotiven der Baureihen 41 und 50, aber auch Schnellzuglokomotiven der Baureihen 01.10 und 03.10 in größeren Stückzahlen beschafft. Mit dem 1942 einsetzenden Beschaffungsprogramm für Kriegslokomotiven wurden dann ausschließlich Güterzuglokomotiven in großen Stückzahlen gebaut – nun aber aufgrund einer anderen Zielsetzung.
Das Verkehrsnetz war vor dem Zweiten Weltkrieg vornehmlich in Ost-West-Richtung organisiert. Die „Rennstrecken“ ihrer Zeit waren damals die Preußische Ostbahn, die durch den polnischen Korridor verlief, die Strecken von Berlin nach Hamburg, über Hannover ins Ruhrgebiet, über Frankfurt am Main nach Südwestdeutschland, auf der die Dieselschnelltriebwagen verkehrten, und die Schlesische Bahn von Berlin nach Breslau.

#### Leitung der Reichsbahn

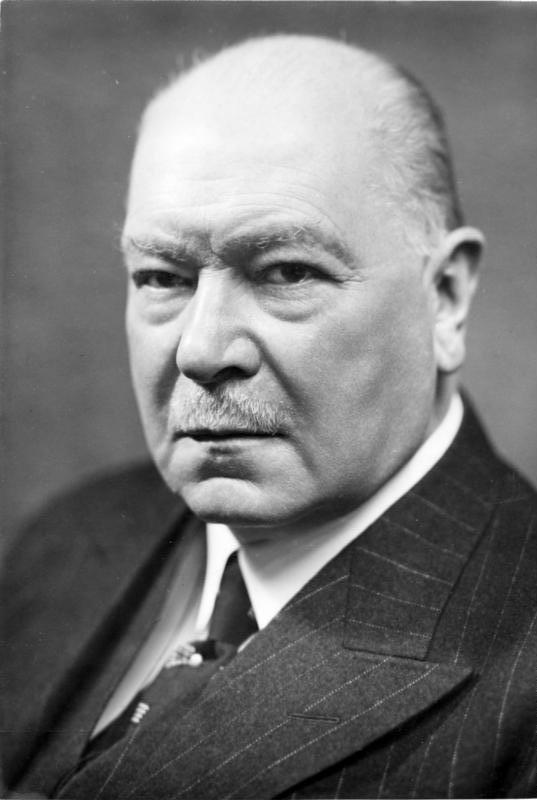
Julius Dorpmüller (1939)

Von 1920 bis 1924 wurde die Reichsbahn direkt im Reichsverkehrsministerium geführt, die Leitung lag damit letztlich beim jeweiligen Reichsverkehrsminister. Mit der Überführung der Reichsbahn infolge des Dawes-Vertrags in ein eigenständiges Unternehmen wurde 1924 das Amt des Generaldirektors geschaffen:
- 1924 bis 1926 Rudolf Oeser
- 1926 bis 1945 Julius Dorpmüller

Dem Generaldirektor stand ab 1925 ein Ständiger Stellvertreter des Generaldirektors zur Seite:
- 1925 bis 1926 Julius Dorpmüller
- 1926 bis 1933 Wilhelm Weirauch
- 1933 bis 1942 Wilhelm Kleinmann
- 1942 bis 1945 Albert Ganzenmüller

Durch das Reichsbahngesetz vom 11. Juli 1939 war der Reichsverkehrsminister von Amts wegen Generaldirektor der Reichsbahn. Dorpmüller, der seit 1937 auch das Amt des Reichsverkehrsministers innehatte, blieb damit auch nach 1939 auf geänderter Rechtsgrundlage im Amt des Generaldirektors.
Außer dem Generaldirektor und seinem Stellvertreter umfasste der 1924 eingeführte Vorstand der Deutschen Reichsbahn-Gesellschaft weitere Direktoren, deren Anzahl im Laufe der Jahre wechselte und die jeweils eine Hauptabteilung in der Reichsbahn-Hauptverwaltung unter sich hatten. Bis 1933 zählte auch der Leiter der Gruppenverwaltung Bayern zum Vorstand, nach deren Auflösung blieb jedoch bis 1937 weiterhin ein bayerischer Vertreter im Vorstand. 1927 umfasste der Vorstand außer dem Generaldirektor folgende Positionen:
- Verkehrs- und Tarifabteilung: Johannes Vogt
- Betriebs- und Bauabteilung: Max Kumbier
- Maschinentechnische Abteilung: Richard Anger
- Finanz- und Rechtsabteilung: Alexander Jahn
- Personalabteilung: Wilhelm Weirauch, zugleich Stellvertreter des Generaldirektors
- Verwaltungsabteilung: Paul Wolf
- Einkaufsabteilung: Gustav Hammer
- Gruppenverwaltung Bayern: Alois Ritter von Frank

Auf die „Machtergreifung“ durch Hitler und die Nationalsozialisten reagierte Generaldirektor Dorpmüller mit dem Ersatz seines Stellvertreters Wilhelm Weirauch durch Wilhelm Kleinmann, der bereits seit 1931 NSDAP-Mitglied gewesen war. Die übrigen Vorstände waren im Mai 1934:
- Verkehrs- und Tarifabteilung: Johannes Vogt
- Betriebs- und Bauabteilung: Max Leibbrand
- Maschinentechnische Abteilung: Richard Anger
- Finanz- und Rechtsabteilung: Ludwig Homberger
- Personalabteilung: Wilhelm Kleinmann, zugleich Stellvertreter des Generaldirektors
- Einkaufsabteilung: Gustav Hammer
- Vertreter Bayerns: Albert Gollwitzer (Präsident der RBD München)

Mit dem Gesetz zur Neuregelung der Verhältnisse der Reichsbank und der Deutschen Reichsbahn wurde die Existenz der Deutschen Reichsbahn-Gesellschaft beendet und die Reichsbahn in direkte Staatsverwaltung überführt. Die Abteilungen der Reichsbahn-Hauptverwaltung wurden Abteilungen des Reichsverkehrsministeriums, die bisherigen Vorstände behielten ihre Funktionen und wurden als Ministerialdirektoren in das RVM übernommen.

#### Verwaltungsrat der Reichsbahn-Gesellschaft
Ab 1924 wurde die Arbeit des Reichsbahn-Vorstands vom Verwaltungsrat der Deutschen Reichsbahn-Gesellschaft kontrolliert. Seine Rechte waren gegenüber den üblichen Rechten des Aufsichtsrats einer Aktiengesellschaft deutlich erweitert. Zu den Aufgaben des Verwaltungsrats gehörte u. a. die Ernennung des Generaldirektors, die Feststellung der Bilanz und Gewinn- und Verlustrechnung, die Gewinnverteilung sowie der Besoldungs- und Lohnordnung. Auch eine Kreditaufnahme und Ausgabe von Anleihen musste vom Verwaltungsrat beschlossen werden.
Der Verwaltungsrat bestand aus 18 Personen, die für jeweils sechs Jahre gewählt wurden. Seine Mitglieder sollten entweder Eisenbahnsachverständige sein oder Erfahrungen in der Wirtschaft aufweisen und durften keinem Parlament angehören, also weder Mitglieder des Reichstags noch eines Landtages sein, ebenso durften sie auch keine Regierungsmitglieder sein. Sie wurden zur Hälfte von der Reichsregierung und zur Hälfte vom Treuhänder der Gläubiger der Reparationsanleihen ernannt. Der Treuhänder ernannte je ein britisches, französisches, italienisches und belgisches Mitglied für den Verwaltungsrat sowie fünf Deutsche. Der Präsident des Verwaltungsrats musste Deutscher sein.
Die ausländischen Mitglieder wählten einen Eisenbahnkommissar, der die von der Reichsbahn zu erbringenden Reparationszahlungen sicherstellen sollte und dazu umfassende Auskunfts und Kontrollrechte erhielt. Er durfte zudem – sollte die Reichsbahn mit den Zahlungen in Verzug geraten – auch unmittelbar in den Reichsbahnbetrieb eingreifen, Tariferhöhungen anordnen und auch einen neuen Generaldirektor ernennen, bei längerem Verzug diesen Posten sogar selbst übernehmen. Dieser Fall trat allerdings nie ein.
Mit dem Young-Plan blieb die Reichsbahn zwar weiterhin mit den Reparationszahlungen belastet, die Reichsregierung hatte in den Verhandlungen jedoch wesentliche Zugeständnisse hinsichtlich der direkten Kontrolle der Reichsbahn erreicht. Ab 1930 entfielen daher die ausländischen Mitglieder des Verwaltungsrats, auch das Amt des Eisenbahnkommissars mit seinen umfangreichen Kompetenzen wurde beseitigt. Alle Mitglieder mussten nun Deutsche sein und wurden von der Reichsregierung ernannt, die Amtszeit wurde auf drei Jahre verkürzt. Die Mitglieder des Verwaltungsrats durften jedoch weiterhin weder einem Parlament noch einer Regierung angehören. Bei der Wahl der Mitglieder war die Reichsregierung ansonsten relativ frei, es hatte sich jedoch die Praxis etabliert, jeweils ein Mitglied aus einem der Länder mit großen früheren Staatsbahnen zu wählen, also Preußen, Bayern, Sachsen, Württemberg und Baden. Zwei Mitglieder wurden zudem auf Vorschlag der Eisenbahnergewerkschaften ernannt. Die Reichsregierung hatte über die Ernennung der Verwaltungsratsmitglieder hinaus jedoch weiterhin nur relativ geringen Einfluss auf die Geschäftsführung der Reichsbahn, es durfte ab 1930 lediglich ein Vertreter der Reichsregierung ohne Stimmrecht an den Verwaltungsratssitzungen teilnehmen.
Nach der „Machtergreifung“ Hitlers wurde auch der Verwaltungsrat schrittweise „gesäubert“. Bis Ende 1933 wurde die Hälfte der Mitglieder ausgetauscht, darunter Gewerkschafter wie Matthäus Herrmann, Mitglieder jüdischer Abstammung wie Paul Silverberg und die als Partikularisten diffamierten Vertreter aus Bayern und Baden. Ersetzt wurden sie durch Nationalsozialisten und deren Unterstützer wie Fritz Todt, Rolf Reiner oder Carl Renninger. Die vom Reichsverkehrsminister vorgeschlagenen NSDAP-Mitglieder Rudolf Heß und Wilhelm Keppler verzichteten auf das Amt, da sie ansonsten ihre Reichstagsmandate hätten aufgeben müssen. Der Verwaltungsrat verlor in den Folgejahren weiter an Bedeutung, bis er 1937 im Zuge der Übernahme der Reichsbahn in die direkte Verwaltung des RVM aufgelöst und – unter weitgehender personeller Kontinuität – durch einen Beirat der Deutschen Reichsbahn ersetzt wurde, der lediglich noch beratende Funktionen hatte.
Präsident des Verwaltungsrats war seit seiner Gründung 1924 bis Ende 1934 Carl Friedrich von Siemens, sein Nachfolger bis zur Auflösung des Verwaltungsrats Ende 1937 war Gustav Koenigs. Erster Vizepräsident wurde 1924 Karl von Stieler, früherer Direktor der württembergischen Staatsbahnen, zweiter Vizepräsident Sir William Acworth, ein britischer Eisenbahnfachmann, der jedoch bereits 1925 verstarb. Sein Nachfolger bis 1930 wurde Maurice Margot, Generaldirektor der Compagnie Paris-Lyon-Méditerranée (PLM), der größten französischen Bahngesellschaft. Ab 1930 übernahm Adolf Tortilowicz von Batocki-Friebe den Posten des zweiten Vizepräsidenten. Stieler trat 1934 von seinem Amt zurück, erster Vizepräsident bis zur Auflösung des Verwaltungsrats wurde Kurt von Schröder. Schröder übernahm nach der Auflösung des Verwaltungsrats den Vorsitz im neu gegründeten Beirat der Reichsbahn.

#### Gruppenverwaltung Bayern
Als Zwischeninstanz mit bestimmten Kompetenzen und damit de facto in vielen Bereichen fast selbstständig war gemäß § III Abs. 14 der Geschäftsordnung der Deutschen Reichsbahn-Gesellschaft die Gruppenverwaltung Bayern mit eigenem Zentralamt (Zentrales Maschinen- und Bauamt). Sie entstand zum 11. Februar 1924 aus der Münchner Zweigstelle des Reichsverkehrsministeriums. Die bayerischen Reichsbahndirektionen unterstanden damit nicht direkt der Hauptverwaltung der Reichsbahn, sondern der Gruppenverwaltung, die formal als Teil der Hauptverwaltung agierte. Ihr Leiter war qua Amt Mitglied des Reichsbahn-Vorstands. Die Gruppenverwaltung erhielt zwar nicht, wie von Bayern bis Mitte der 1920er Jahre mehrfach gefordert, eine vollständige finanzielle Autonomie, jedoch ein eigenes Budget innerhalb der Reichsbahn.
Am 31. Dezember 1933 wurde die Gruppenverwaltung aufgelöst. Die bayerischen Reichsbahndirektionen unterstanden seitdem wie alle anderen direkt der Hauptverwaltung der Deutschen Reichsbahn in Berlin. Es existierte jedoch parallel zum RZA Berlin weiterhin in München ein Reichsbahnzentralamt mit speziellen Aufgaben wie der Zuständigkeit für den elektrischen Zugbetrieb in ganz Deutschland.

### Deutsche Reichsbahn (1937 bis 1945)

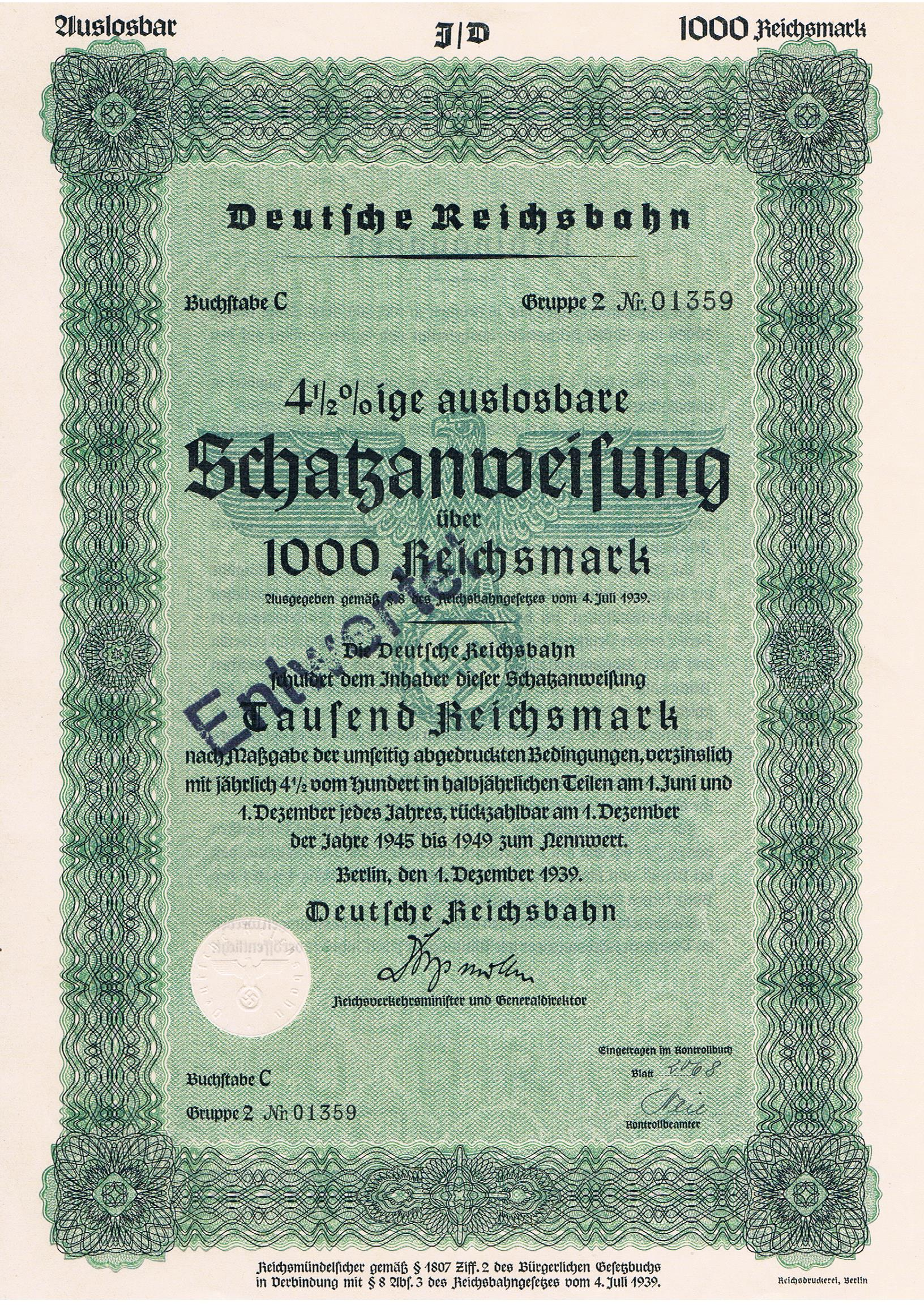
Schatzanweisung

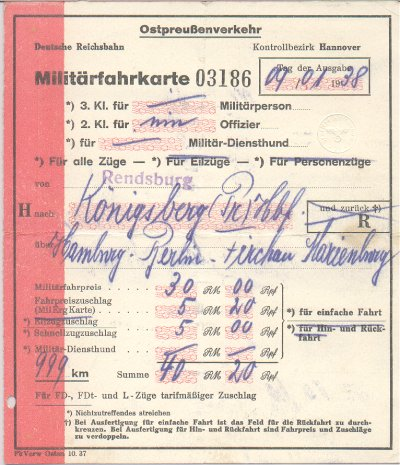
Militärfahrkarte 1938 von Rendsburg nach Königsberg

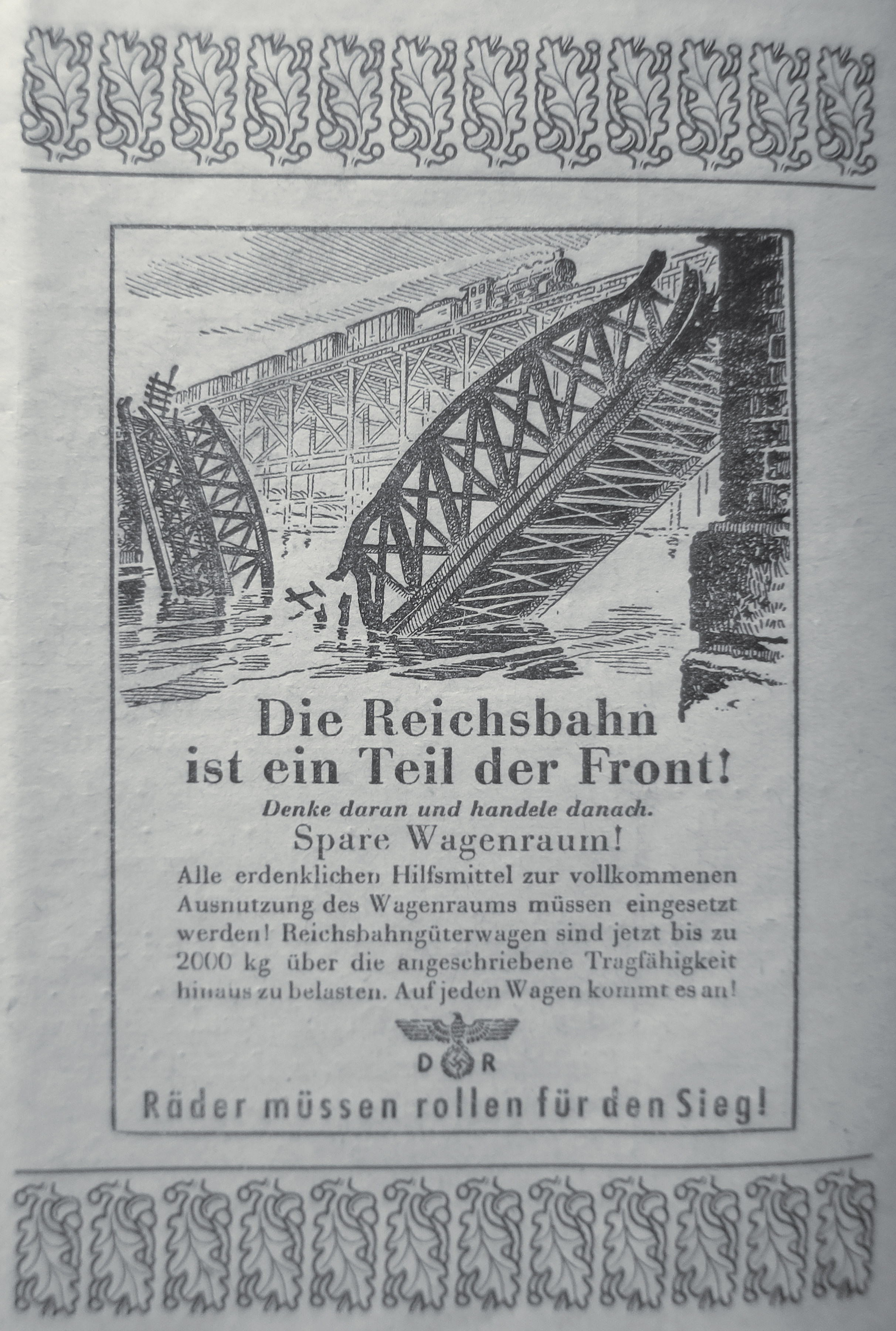
Kriegs-Propaganda 1943

Mit dem Gesetz zur Neuregelung der Verhältnisse der Reichsbank und der Deutschen Reichsbahn vom 10. Februar 1937 wurde die Deutsche Reichsbahn-Gesellschaft unter Reichshoheit gestellt und erhielt wieder den Namen „Deutsche Reichsbahn“.
Die Reichsbahn hatte eine wichtige logistische Rolle bei der schnellen Verlegung von Truppen der Wehrmacht, zum Beispiel:
- März 1938 „Anschluss Österreichs“
- Oktober 1938: Besetzung des Sudetenlandes nach dem Münchner Abkommen
- März 1939: Zerschlagung der Tschechoslowakei
- September/Oktober 1939: Überfall auf Polen
- April 1940: Unternehmen Weserübung (Besetzung Dänemark und Norwegen)
- Mai/Juni 1940: Westfeldzug
- 1941: Balkanfeldzug und Überfall auf die Sowjetunion
- 1944: Ardennenoffensive

In allen besetzten Ländern fügte die Reichsbahn die erbeuteten Bahnen (rollendes Material und Infrastruktur) in ihr System ein. Noch gegen Kriegsende gelang ihr es effizient, Truppenverbände zu verlegen. So wurden beispielsweise für die Ardennenoffensive (ab 16. Dezember 1944) nach Abschluss der Planung am 7. Dezember 1944 „Zehntausende von Soldaten und Zehntausende von Tonnen Material bei Nacht unauffällig von den Sammelstellen zu ihren Einsatzpunkten dicht hinter der Front“ transportiert. Auch die Verlegung der 6. Panzerarmee im Februar 1945 aus dem Westen nach Ungarn zählt noch zu diesen logistischen Leistungen.

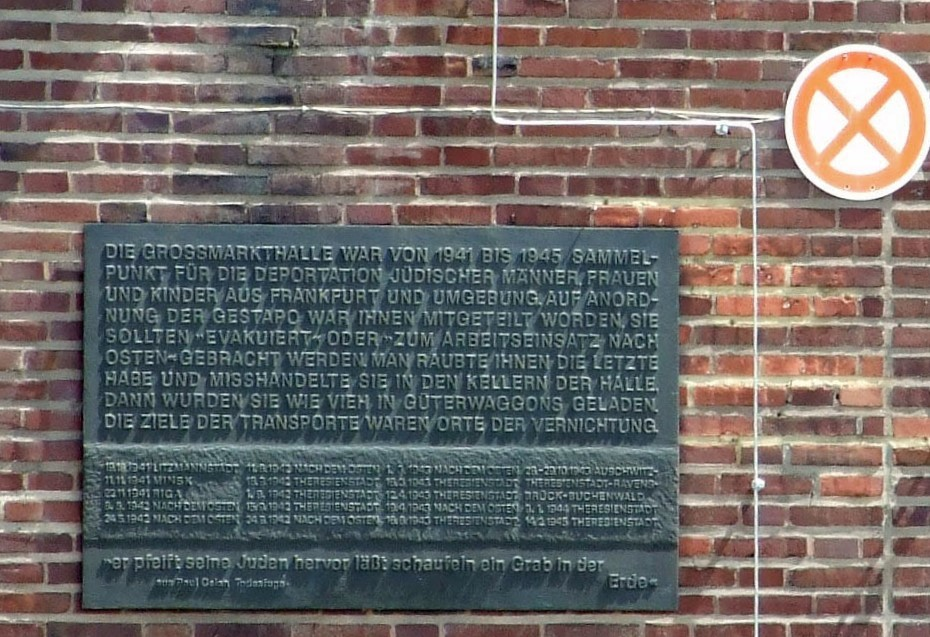
Gedenktafel zu den Deportationstransporten jüdischer Menschen aus Frankfurt zwischen 1941 und 1945 am Bahnhof Großmarkthalle

Bei den Feldzügen gegen Polen, Dänemark, Frankreich, Jugoslawien, Griechenland etc. konnte das dortige Regelspurnetz in der Regel problemlos (weiter)genutzt werden. Dagegen stellte sich mit dem Überfall auf die Sowjetunion ab 22. Juni 1941 das Problem, die dortige Breitspur auf Regelspur umzuspuren. Nachdem sich herausstellte, dass deutlich weniger Rollmaterial als erhofft erbeutet werden konnte, dass der Nachschub mit Kraftfahrzeugen nicht in der erforderlichen Menge zu transportieren war und dass Umladevorgänge ebenfalls die Leistungsfähigkeit beeinträchtigten, spurten Eisenbahnpioniere der Wehrmacht tausende Bahnkilometer um, um mit Regelspurfahrzeugen durchgehend bis an die Fronten zu gelangen. Dabei wurde ein sehr hoher Aufwand getrieben, obwohl der vorwiegend vorgefundene genagelte Oberbau auf Holzschwellen die Umspurung begünstigte. Zwischen dem 22. Juni und 8. Oktober 1941 wurden insgesamt 16.148 Kilometer der sowjetischen Gleisanlagen auf Regelspur umgebaut. Wegen der Standsicherheit von Dämmen wurde auf zweigleisigen Strecken in der Regel der äußere Strang versetzt. Weichen mussten, beginnend beim Herzstück mit Längenänderungen im Zwischenschienenbereich neu aufgemessen werden.

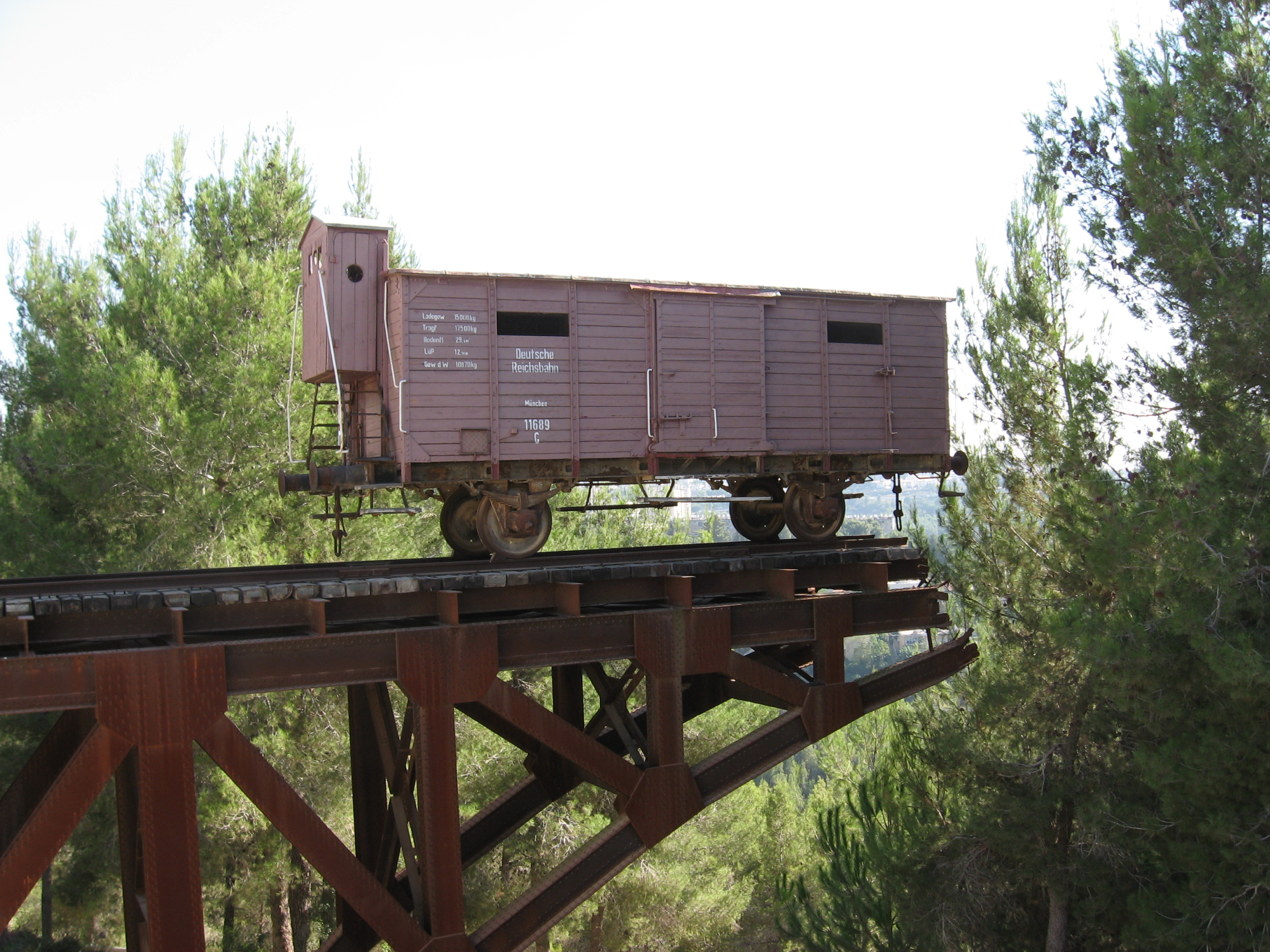
Mit Wagen dieses Typs wurden während des Holocausts Menschen in die Vernichtungslager transportiert. Denkmal zur Erinnerung an die Deportierten, Schoah-Gedenkstätte Yad Vashem, Mai 2004

Die Logistik der Reichsbahn war bedeutend für die Durchführung der Angriffskriege; das Unternehmen Barbarossa soll den größten Eisenbahnaufmarsch in der Geschichte ausgelöst haben. Bei der Vernichtung der Juden war die Logistik der Reichsbahn ebenfalls ein wichtiger Baustein. Zugtransporte der jüdischen Menschen in die Konzentrations- und Vernichtungslager erfolgten dabei meist wie andere Massenpersonentransporte (v. a. von Soldaten beim Truppenaufmarsch) in gedeckten Güterwagen, was als zusätzliche Erniedrigung empfunden wurde. Die Wagen wurden jedoch im Gegensatz zu Truppentransporten mit deutlich mehr Personen belegt, was die Rentabilität der Transporte hob.
An solche Abtransporte „wie Vieh“ aus dem Güterbahnhof der Frankfurter Großmarkthalle erinnert dort seit 1997 eine Gedenktafel.
Auch andere Gruppen, die das Unwerturteil der nationalsozialistischen Machthaber traf, wurden, wie etwa dieser Bekanntmachung vom Mai 1943 zu entnehmen, entsprechend „verfrachtet“: „Nach FV § 94 (2) dürfen Reisende in ausgerüsteten Güterwagen auf Hauptbahnen nur in Zügen mit einer Höchstgeschwindigkeit bis 60 km/h (bei Nebenbahnen 40 km/h) befördert werden. In Angleichung an die FV § 44 (2) sind jedoch Kriegsgefangene, polnische Arbeiter, Ostarbeiter usw. in geschlossenen Transporten nicht als Reisende im Sinne dieser Bestimmung anzusehen.“ Oder, wie im Juni 1943 verfügt, Polen die Nutzung von Schnellzügen generell untersagt.

Charakteristisch für die ersten sechseinhalb Jahre dieses Zeitraumes war das umfangreiche Wachstum der Deutschen Reichsbahn, das fast ausschließlich durch Übernahmen anderer Eisenbahnen zustande kam. Dies betraf sowohl Teile fremder Staatsbahnen (in Österreich der gesamten Staatsbahn) in den an das Deutsche Reich angegliederten Gebieten als auch Privatbahnen im Kernland und in angegliederten Gebieten:
| Übernahmedatum   | Name                                                                  | Bemerkungen |
| ---------------- | --------------------------------------------------------------------- | --- |
| 18. März 1938    | Österreichische Bundesbahnen (BBÖ)                                    | Die Übernahme der Fahrzeuge erfolgte offiziell erst am 1. Januar 1939.                                                                                 |
| 19. Oktober 1938 | Teile der Tschechoslowakischen Staatsbahnen (ČSD)                     | nur Bahnstrecken, die sich in den an das Deutsche Reich abgetretenen Gebieten („Sudetenland“) befanden                                                 |
| 23. März 1939    | Teile der Litauischen Staatsbahn                                      | Eisenbahnen im Memelgebiet |
| 1. November 1939 | Teile der Polnischen Staatsbahnen (PKP)                               | Strecken in bis 1918 deutschen Gebieten sowie in angrenzenden Gebieten mit deutschsprachiger Minderheit (Reichsgaue Wartheland und Danzig-Westpreußen) |
| ab 1940          | Teile der Nationalgesellschaft der Belgischen Eisenbahnen (NMBS/SNCB) | schrittweise Übernahme in den 1920 an Belgien abgetretenen Gebieten                                                                                    |
| 1941             | Teile der Jugoslawischen Eisenbahnen (JŽ-JЖ)                          | Strecken innerhalb der eingegliederten Gebiete „Untersteiermark und Oberkrain“                                                                         |
| 1941             | Teile der Sowjetischen Eisenbahnen (SŽD/СЖД)                          | Strecken, die sich im bis 1939 polnischen Bezirk Białystok befanden                                                                                    |

| Übernahme- datum | Name | Strecken- länge |
| ---------------- | --- | --------------- |
| 1. Januar 1938   | Lübeck-Büchener Eisenbahn (LBE) | 160,8 km        |
| 1. Januar 1938   | Braunschweigische Landes-Eisenbahn (BLE) | 109,5 km        |
| 1. August 1938   | Lokalbahn Aktien-Gesellschaft München (LAG) | 187,7 km        |
| 1. Januar 1939   | Lausitzer Eisenbahn-Gesellschaft | 80,9 km         |
| 1939 bis 1940    | im ehemaligen Österreich: Schneebergbahn, Schafbergbahn, Steyrtalbahn, Niederösterreichische Waldviertelbahn, Eisenbahn Wien-Aspang, Mühlkreisbahn                           |                 |
| 1940             | neun ehemals tschechoslowakische Privatbahnen, auf denen die DR bereits im Oktober 1938 die Betriebsführung übernommen hatte                                                 |                 |
| ab 1940          | Eisenbahnen in Luxemburg (Anonyme Luxemburgische Prinz-Heinrich-Eisenbahn- und Erzgrubengesellschaft, Wilhelm-Luxemburg-Eisenbahngesellschaft, Luxemburger Schmalspurbahnen) |                 |
| 1. Januar 1941   | Mecklenburgische Friedrich-Wilhelm-Eisenbahn-Gesellschaft | 112,6 km        |
| 1. Januar 1941   | Prignitzer Eisenbahn AG | 61,5 km         |
| 1. Januar 1941   | Wittenberge-Perleberger Eisenbahn | 10 km           |
| 1. Mai 1941      | Eutin-Lübecker Eisenbahn-Gesellschaft (ELE) | 39,3 km         |
| 1. August 1941   | Kreis Oldenburger Eisenbahn (KOE) | 72,3 km         |
| 1. Januar 1943   | Kleinbahn Toitz-Rustow–Loitz | 7 km            |
| 1. Juli 1943     | Schipkau-Finsterwalder Eisenbahn-Gesellschaft | 33 km           |

Die Reichsbahn übernahm nicht alle Strecken in den von der Wehrmacht besetzten Gebieten. So wurden die Strecken der Polnischen Staatsbahnen (PKP) im Bereich des nach dem Überfall auf Polen errichteten Generalgouvernements ab November 1939 unter dem Namen Ostbahn neu organisiert und von der in Krakau ansässigen Generaldirektion der Ostbahn verwaltet. Diese blieb ein finanziell von der Reichsbahn getrenntes Sondervermögen des Generalgouvernements, trotz mehrerer Versuche der Leitung des RVM, die Ostbahn in die Reichsbahn einzugliedern.
In anderen Ländern stellte die Reichsbahn Personal zur Überwachung und Ausrichtung der jeweiligen Eisenbahnnetze entsprechend der deutschen Interessen. Die Eisenbahnen in den besetzten Teilen Frankreichs und in Belgien wurden von zwei sogenannten Wehrmachtsverkehrsdirektionen (WVD) mit deutschen Eisenbahnern in Paris und Brüssel überwacht. Die Pariser WVD war weiter in fünf regionale Eisenbahnbetriebsdirektionen (EBD) unterteilt. Unter dieser Aufsicht führten die Staatsbahnen SNCF und SNCB/NMBS mit ihrem Personal weiter den Betrieb.
Im Juni 1942 ging die Verantwortung für diesen Bereich von der Wehrmacht an das Reichsverkehrsministerium bzw. die Reichsbahn über; die beiden WVD wechselten ihre Bezeichnungen in Hauptverkehrsdirektionen (HVD). Dagegen gab es in den Niederlanden lediglich einen deutschen Bahnbevollmächtigten, der die Aufsicht über die Nederlandse Spoorwegen führte. In den besetzten Ostgebieten wurden nach dem Einmarsch im Sommer 1941 sogenannte Haupteisenbahndirektionen (HBD) in Riga, Minsk, Lemberg (später Kiew) und Poltawa (später Dnjepropetrowsk) gegründet. Auch hier wechselte die Zuständigkeit vom Chef des Wehrmachttransportwesens Ende 1942 zum RVM, das die HBD entsprechend in Reichsverkehrsdirektionen (RVD) umbenannte, die dann auch für Schifffahrt und Straßenwesen zuständig waren. Anders als im Westen übernahmen deutsche Eisenbahner von Anfang an auch weite Teile des Bahnbetriebs; den örtlichen Eisenbahnern als Angehörige der von den Nationalsozialisten in ihrer Rassenideologie als „minderwertig“ betrachteten „Ostvölker“ sollten keine verantwortungsvollen Aufgaben übertragen werden.

### Deutsche Reichsbahn (nach 1945)
Mit dem Ende des Zweiten Weltkrieges nahmen die polnische Staatsbahn PKP und die sowjetischen Staatsbahnen SŽD die jenseits der Oder-Neiße-Linie befindlichen Fahrzeuge und Bahnanlagen der Deutschen Reichsbahn in Besitz. Die Strecken in den ab 1938 vom Dritten Reich annektierten Gebieten fielen an ihre ursprünglichen Besitzer zurück. Es betraf, abgesehen von den Strecken auf Schweizer Staatsgebiet auch Abschnitte, die vor dem Zweiten Weltkrieg DR-Eigentum auf fremdem Staatsgebiet bildeten, beispielsweise der Strecken Děčín–Dresden-Neustadt und Plauen–Cheb. Während des Krieges hatte die Reichsbahn in erheblichem Umfang Eisenbahnfahrzeuge aus den von der deutschen Wehrmacht besetzten Staaten auf Reichsgebiet überführt und teils auch formell in ihre Bestände aufgenommen. Diese Wagen und Lokomotiven kamen nur teilweise an ihre ursprünglichen Eigentumsverwaltungen zurück, welche wiederum vielfach die bei Kriegsende auf ihrem Gebiet befindlichen Reichsbahn-Fahrzeuge übernahmen – nur in wenigen Fällen gab es Fahrzeugaustausche. Im besetzten Deutschland übernahmen die vier Besatzungsmächte den Betrieb der verbliebenen Deutschen Reichsbahn in ihren jeweiligen Besatzungszonen, so dass auch die Organisation der Deutschen Reichsbahn zunächst in vier Bereiche aufgeteilt wurde.
In der amerikanischen Zone wurden die Reichsbahndirektionen Augsburg, Frankfurt am Main, Kassel, München, Regensburg und Stuttgart (für die Bahnen in Württemberg-Baden) der Oberbetriebsleitung United States Zone in Frankfurt am Main unterstellt. Die Reichsbahndirektionen Essen, Hamburg, Hannover, Köln, Münster (Westfalen) und Wuppertal wurden in der Reichsbahn-Generaldirektion in der Britischen Zone unter Generaldirektor Max Leibbrand in Bielefeld zusammengefasst. Entsprechend der Bildung der Bizone entstand 1946 daraus die Hauptverwaltung der Eisenbahnen des amerikanischen und britischen Besatzungsgebiets. Sie arbeitete zunächst in Bielefeld und verlegte 1947 ihren Sitz nach Offenbach am Main.
Zum 1. Oktober 1948 lautete in der amerikanischen und britischen Besatzungszone die Bezeichnung „Deutsche Reichsbahn im Vereinigten Wirtschaftsgebiet“ und in Folge der Gründung der Bundesrepublik Deutschland dann „Deutsche Bundesbahn“.
In der französischen Besatzungszone waren die Eisenbahnen in der Betriebsvereinigung der Südwestdeutschen Eisenbahnen mit Sitz in Speyer zusammengefasst. Die Betriebsvereinigung umfasste die Eisenbahndirektionen Karlsruhe (in der US-Zone gelegen), Mainz und Saarbrücken. Nachdem das Saarland aus der französischen Zone herausgelöst worden war und eine eigene Staatsbahn – die Eisenbahnen des Saarlandes – erhalten hatte, ging das restliche Netz der Eisenbahndirektion Saarbrücken auf die neue Direktion Trier über. Nach der Umbenennung in Deutsche Bundesbahn wurde die Betriebsvereinigung mit dieser vereinigt.
Die Staatsbahn in der sowjetischen Besatzungszone – ab 1949 DDR einschließlich Groß-Berlin – behielt die Bezeichnung „Deutsche Reichsbahn“ aus statusrechtlichen Gründen bei. In Berlin hatten die westlichen Besatzungsmächte nach ihrem Einzug in die Westsektoren die von der SMAD getroffenen Regeln und Entscheidungen für das Berliner Eisenbahnnetz akzeptiert und dessen Betriebsführung als Einheit angesehen, ohne dass darüber eine schriftliche Vereinbarung als nötig angesehen wurde. Eine Umbenennung hätte den Status quo geändert und damit zum Verlust der Betriebsrechte in West-Berlin geführt. So behielt die Deutsche Reichsbahn die Betriebsrechte für den Eisenbahnverkehr einschließlich der S-Bahn im Westteil Berlins. Sie umfasste die Reichsbahndirektionen Berlin, Cottbus, Dresden, Erfurt, Greifswald, Halle, Magdeburg und Schwerin.

## Bezeichnungen und Fahrzeugbeschriftungen
Nach ihrer Gründung wurde die Reichsbahn zunächst als „Reichseisenbahnen“ bezeichnet. Bereits 1921 wurde der offizielle Name „Deutsche Reichsbahn“ eingeführt. Ab 1924 firmierte die Reichsbahn als „Deutsche Reichsbahn-Gesellschaft“. Dies blieb bis 1937 der offizielle Name, mit Rückführung in die direkte Staatsverwaltung kam wieder die Bezeichnung „Deutsche Reichsbahn“ zur Anwendung. Jedoch ließ die Reichsbahn bereits ab Mitte der 1930er Jahre auf Weisung von Generaldirektor Dorpmüller den Zusatz „Gesellschaft“ möglichst weg, der Zusatz wurde als unerwünschte Erinnerung an die Weimarer Republik betrachtet.
Von 1924 bis 1937 war im innerbetrieblichen Schriftverkehr das Kürzel „DRG“ als übliche Abkürzung zulässig. Es wurde aber auch in Publikationen wie dem Reichsbahnkalender und in öffentlichen Bekanntmachungen verwendet, teilweise in der Schreibweise „D.R.G.“.
Daneben wurden auch die Abkürzungen „DR“ und „DRB“ bzw. „D.R.“ und „D.R.B.“ gelegentlich verwendet. Abkürzungen waren jedoch außerhalb des innerbetrieblichen Schriftverkehrs eher verpönt. Zu den wenigen offiziellen Anwendungsbereichen des Kürzels „DR“ zählten unter anderem das RIV-Raster und das Kfz-Kennzeichen der Reichsbahn-Kraftfahrzeuge in den 1930er und 1940er Jahren. Das Kürzel wurde auch ab etwa 1942 zur Eigentumskennzeichnung auf Güterwagen und Triebwagen verwendet. Ab 1937 verwendete die wieder in direkter Staatsverwaltung stehende Reichsbahn die offizielle Abkürzung „DRB“, das auf Fahrzeugen weiterhin verwendete Kürzel „DR“ sollte für „Deutsches Reich“ stehen.

### Fahrzeugkennzeichnung ab 1924
Das 1924 eingeführte Emblem der Deutschen Reichsbahn zeigt die stilisierte schwarze Silhouette des Reichsadlers auf kreisförmigem gelbem Hintergrund, der von einem schwarzen Ring umgeben ist, auf dem der ringförmige gelbe Schriftzug „Deutsche Reichsbahn“ steht. Dieses Emblem wurde auf den Seitenwänden von Gepäck-, Personen- und Triebwagen angebracht. Die Lokomotiven wurden fast alle mit dem einzeiligen Schriftzug „Deutsche Reichsbahn“ gekennzeichnet. Im Oktober 1922 wurde zwar vorübergehend ein rundes Rotguss-Schild mit Adler für Lokomotiven eingeführt, jedoch aus Kostengründen wieder fallen gelassen und daher nur selten verwendet. An Wagen des hochwertigen Personenverkehrs war teilweise der einzeilige Schriftzug zusätzlich zum Emblem angebracht.
Alle Güterwagen wurden mit dem Schriftzug „Deutsche Reichsbahn“ gekennzeichnet, sowie dem Namen eines Gattungsbezirks, einer Wagennummer und einem Gattungszeichen. Nur sehr wenige Güterwagen erhielten den schwarzen Reichsadler auf weißem Grund, dieses Emblem war ohne Schriftzug. Die Kraftfahrzeuge der Deutschen Reichsbahn waren fast alle mit dem Schriftzug „Deutsche Reichsbahn“ und dem Reichsadler versehen.

### Fahrzeugkennzeichnung ab 1937
Mit der Änderung der Rechtsform der Deutschen Reichsbahn im Jahre 1937 wurden auch das Emblem und Teile der Personenwagen-Beschriftungen geändert. Das nun eingeführte Emblem zeigte den auf einem Eichenlaubkranz mit Hakenkreuz stehenden Reichsadler mit ausgebreiteten Schwingen. Das Emblem war üblicherweise als Aluminium-Hohlguss ausgeführt, an den Rheingoldwagen in Bronze geformt oder für ältere Wagen als preiswertes Abziehbild angefertigt. Verwendung fand dieses Emblem bei der Deutschen Reichsbahn bei Lokomotiven, Trieb- und Personenwagen, teilweise bei Kraftfahrzeugen und auf besonderen Güterwagen.
An den Seitenwänden von Trieb- und Personenwagen wurde das Emblem zumeist um die Abkürzung DR ergänzt, wobei das D unterhalb des einen, das R unterhalb des anderen Flügels, beide auf Höhe des Hakenkreuzes angebracht wurden.
Bei neugebauten Güterwagen wurden nur noch die Buchstaben DR angebracht.
Die Kraftfahrzeuge der Deutschen Reichsbahn trugen weiterhin den alten Schriftzug, aber erhielten nun den neuen Reichsadler ohne die Buchstaben DR sowie einen neuen Farbanstrich in RAL 46 (schwarzgrau, heute RAL 7021).

### Fahrzeugkennzeichnung ab 1945
Nach Ende des Zweiten Weltkrieges wurden an allen Fahrzeugen der Deutschen Reichsbahn die Embleme entfernt, die Wagenkennzeichnungen (Gattungszeichen, Gattungsbezirk, Wagennummer) blieben aber bis etwa 1948 erhalten. In der sowjetischen Besatzungszone wurden aber die Namen der Gattungsbezirke, deren Namensgeber Städte bzw. Direktionen, die jenseits der Oder-Neiße-Linie lagen, durch unverfängliche Städtenamen ersetzt. Die Abkürzung DR diente weiterhin der Eigentumskennzeichnung von Trieb-, Personen- und Güterwagen, während der einzeilige Schriftzug Deutsche Reichsbahn nur an Lokomotiven beibehalten beziehungsweise neu angebracht wurde.

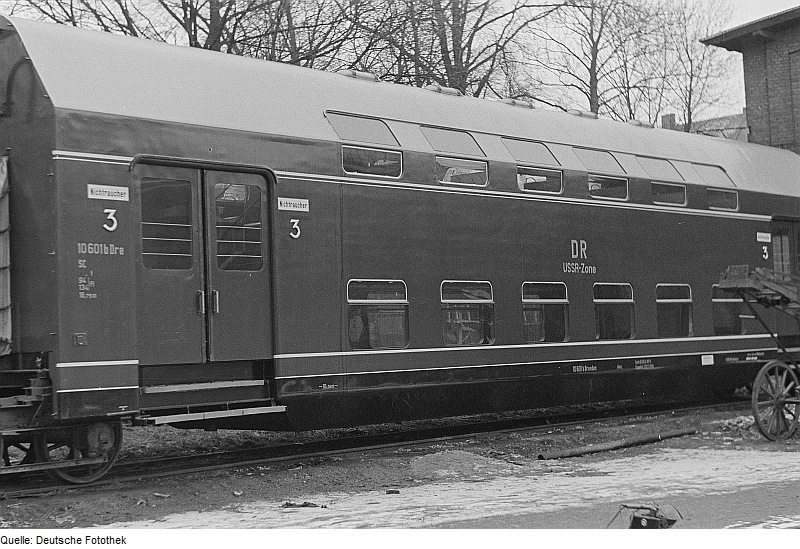
Anschrift DR USSR-Zone an einem neugebauten Doppelstockwagen im Waggonbau Görlitz (1952)

Ab 1948 wurde an den meisten Fahrzeugen das sogenannte Zonenkennzeichen angebracht, dieses war der Name der Besatzungszonen, in der die Fahrzeuge beheimatet waren (Brit-US-Zone, Zone-Fr., USSR-Zone).
In den westlichen Besatzungszonen wurde ab 1949 nach Gründung der Bundesrepublik Deutschland und der Deutschen Bundesbahn mit der Umzeichnung der Fahrzeuge auf den neuen Eigentümer begonnen.
Die Umzeichnung der Fahrzeuge im Ostteil Deutschlands erfolgte etwas später. Ein erster Ansatz zur Neubeschriftung vom Dezember 1950 wurde im Mai 1951 zurückgezogen, die Anschrift DR USSR-Zone blieb zunächst bestehen. Schließlich wurde festgelegt, dass der Zusatz USSR-Zone auf allen Wagen durch zweimaliges Anstreichen ab dem 1. Juli 1954 zu löschen ist, wie Erwin Kramer, der Generaldirektor der Deutschen Reichsbahn und spätere Verkehrsminister der DDR verkündete. Die Eigentumskennzeichnung DR wurde in vergrößerter Form beibehalten.
Die 1951/1952 vom Waggonbau Görlitz neugebauten vierteiligen Doppelstockwagen vom Typ DB13 (damals noch Typ SC) und andere Neubaufahrzeuge wurden noch mit der Kennzeichnung DR USSR-Zone versehen.

## Schwere Unfälle und Attentate
Die Deutsche Reichsbahn war wiederholt von schweren Unfällen betroffen. In der ersten Hälfte der 1920er Jahre wurde der Betrieb der Reichsbahn erheblich durch die schwierigen politischen Verhältnisse mit Ruhrbesetzung und Inflation belastet, daraus resultierende Unterhaltungsdefizite und irreguläre Betriebsverhältnisse führten entsprechend zu diversen Unglücken, hinzu kamen teils politisch motivierte Attentate und Anschläge, vor allem während des Regiebetriebs der Eisenbahnen an Rhein und Ruhr durch die belgischen und französischen Besatzungstruppen. In der zweiten Hälfte der 1920er Jahre stieg das Verkehrsaufkommen der Reichsbahn aufgrund der positiven wirtschaftlichen Entwicklung an und es kam wiederholt zu schweren Unfällen, vor allem in den Jahren 1926 und 1928.
Der mit den Reparationsverpflichtungen belasteten Reichsbahn wurde daraufhin von den rechten Parteien vorgeworfen, ihre Unterhaltspflichten zugunsten der Reparationszahlen zu vernachlässigen; von links kam die Kritik, dass die Reichsbahn ihr Personal zu sehr beanspruche und die Verantwortung ihrer Führungskräfte verleugne. Nach Beginn des Zweiten Weltkriegs führten die stark gestiegene Zugdichte wie auch die luftschutzbedingten Einschränkungen zu teils opferreichen Unfällen; vor allem in der zweiten Kriegshälfte kamen die Auswirkungen des Luftkriegs und der zunehmenden Luftherrschaft der Alliierten hinzu. Der 22. Dezember 1939 war mit insgesamt mindestens 287 Toten infolge der beiden Unfälle von Genthin und Markdorf der bislang verlustreichste Tag der deutschen Eisenbahnen.
- 20. Januar 1920 – Schönlanke: Zwischen Schönlanke und Stöwen brachten drei Attentäter auf der Preußischen Ostbahn einen Güterzug zum Entgleisen. Ein Schnellzug aus der Gegenrichtung fuhr in die entgleisten Wagen des Güterzugs, die Folge waren 18 Tote und über 20 Verletzte.
- 27. Juni 1922 – Berlin: Zwischen den an der Berliner Ringbahn liegenden Bahnhöfen Berlin-Gesundbrunnen und Berlin Schönhauser Allee starben beim Eisenbahnunfall von Berlin Schönhauser Allee mindestens 40 Menschen, weitere wurden überwiegend schwer verletzt. Ein auf einem Trittbrett eines völlig überfüllten Zuges mitfahrender Reisender riss mit einer weit aus seinem Rucksack ragenden Stange andere, ebenfalls auf den Trittbrettern fahrende Menschen von einem entgegenkommenden Zug.
- 8. Februar 1923 – Kettwig: Zwischen Düsseldorf und Kettwig stießen während des Regiebetriebs beim Eisenbahnunfall von Kettwig zwei französische Militärzüge zusammen, dabei starben 28 Menschen.
- 31. Juli 1923 – Kreiensen: Beim Eisenbahnunfall von Kreiensen starben 48 Menschen, nachdem ein Schnellzug im Bahnhof Kreiensen das „Halt“ zeigende Einfahrtsignal überfahren und auf seinen dort noch haltenden Vorzug aufgefahren war.
- 1. Oktober 1924 – Mainz: Im Mainzer Eisenbahntunnel fuhr beim Eisenbahnunfall von Mainz ein Personenzug auf einen dort zum Halten gekommenen Schnellzug auf. Die französischen Regieeisenbahner hatten den eigentlich vorhandenen Streckenblock schon seit einiger Zeit außer Betrieb genommen.
- 24. Mai 1926 – München: Vor dem Bahnhof München Ost fuhr ein Personenzug auf einen anderen auf, Grund war ein mechanischer Fehler der Stellwerkstechnik. Die Folge waren 30 Tote und über 300 Verletzte.
- 19. August 1926 – Leiferde: Das Eisenbahn-Attentat bei Leiferde forderte 21 Tote. Die Attentäter hatten ein Stück Schiene mit dem Ziel entfernt, nach der erwarteten Entgleisung des Schnellzugs den Bahnpostwagen auszurauben.
- 10. Juni 1928 – Siegelsdorf: Bei der Entgleisung eines Schnellzugs kamen beim Eisenbahnunfall von Siegelsdorf 24 Menschen ums Leben.
- 31. Juli 1928 – Dinkelscherben: Beim Eisenbahnunfall von Dinkelscherben fuhr ein Personenzug infolge eines Stellwerksfehlers auf einen stehenden Güterzug auf, 23 Menschen kamen dabei ums Leben, 51 wurden verletzt.
- 25. August 1929 – Buir: Der Schnellzug Paris – Warschau entgleiste bei der Einfahrt in den Bahnhof Buir aufgrund überhöhter Geschwindigkeit bei der Fahrt über eine Weiche in abzweigender Stellung. Der Lokomotivführer hatte einen fehlerhaften Befehl erhalten und den baubedingt erforderlichen Wechsel auf das Gegengleis erst an der Bahnhofsausfahrt erwartet. 16 Reisende kamen beim Eisenbahnunfall von Buir ums Leben, 43 wurden schwer verletzt.
- 24. Dezember 1935 – Großheringen: Beim Eisenbahnunfall von Großheringen starben 34 Menschen und 27 wurden verletzt. Ein Schnellzug fuhr infolge Nichtbeachtung eines Signals einem Personenzug in die Flanke.
- 5. September 1937 – Holzheim: Ein Sonderzug für Pilger nach Kevelaer entgleiste im Bahnhof von Holzheim aufgrund von Bauarbeiten an den Gleisen. Der Eisenbahnunfall von Holzheim forderte 18 Tote und 33 teils schwer Verletzte.
- 22. Dezember 1939 – Genthin: Mit insgesamt mindestens 186 Toten und 106 Verletzten war der Eisenbahnunfall von Genthin der bislang verlustreichste Unfall im deutschen Eisenbahnnetz. Infolge Signalmissachtung fuhr ein Schnellzug auf einen vor ihm fahrenden, verspäteten Schnellzug auf.
- 22. Dezember 1939 – Markdorf: Beim Eisenbahnunfall bei Markdorf stießen ein Sonderzug und ein Güterzug zusammen, nachdem beide beteiligten Fahrdienstleiter das Zugmeldeverfahren nicht vorschriftsgemäß gehandhabt hatten. 101 Tote und 47 Verletzte waren die Folge.

## Dokumentarfilme
- Hermann G. Abmayr: Eisenbahner im Widerstand – 1933 bis 1939
- Hermann G. Abmayr: Eisenbahner im Widerstand – 1940 bis 1945